# Парусный спорт на летних Олимпийских играх 1972

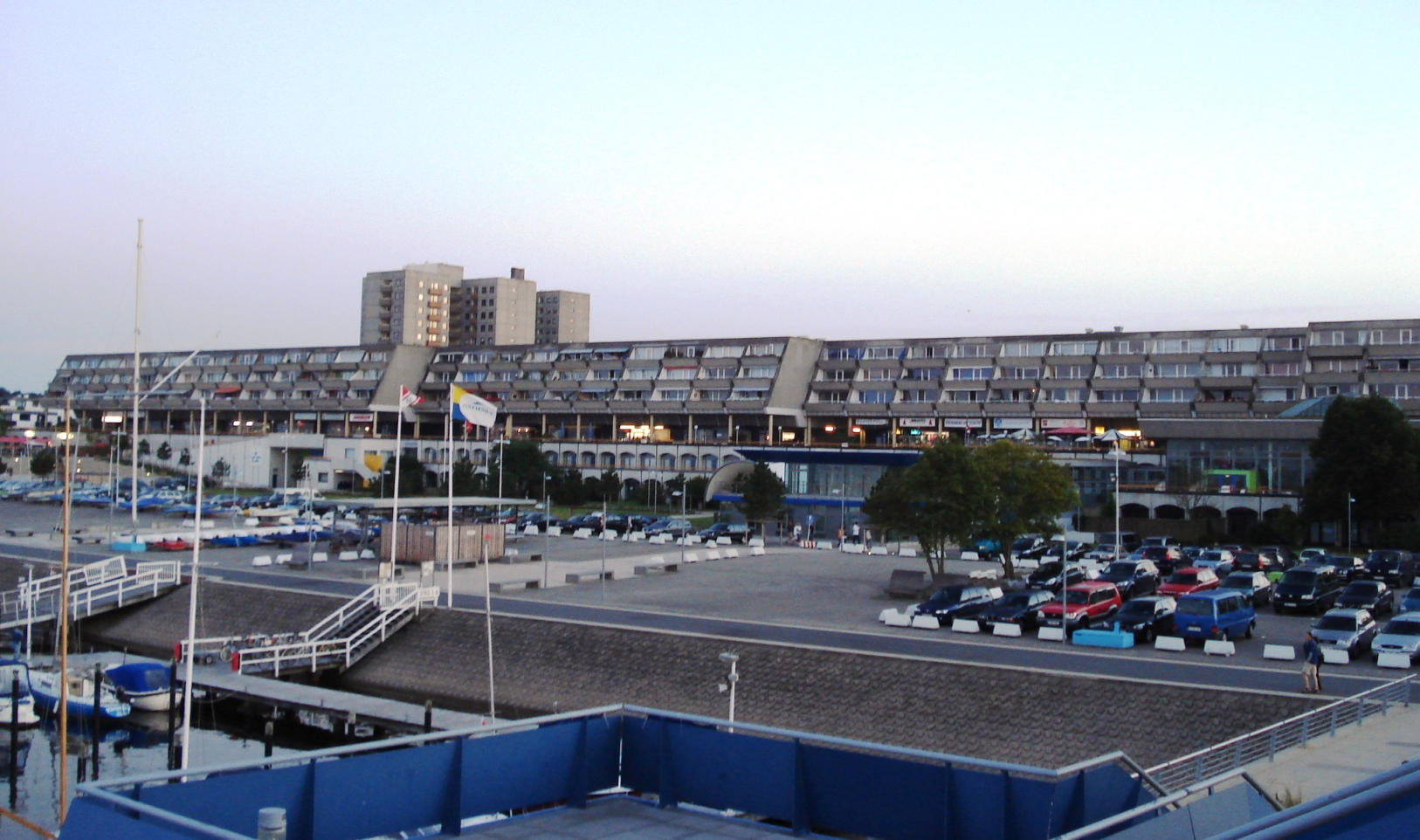
Яхт-клуб в Киле

Соревнования по парусному спорту на XX летних Олимпийских играх территориально проводились в портовом городе Киль, расположенном на берегу Балтийского моря в 900 км от столицы Игр Мюнхена. Киль принимал олимпийские соревнования по парусу второй раз, впервые это было в 1936 году. Соревнования проводились в шести дисциплинах. Все дисциплины были мужскими.
Гонки проходили с 29 августа по 8 сентября 1972 года.
В гоночную программу вошли классы «Солинг» и «Темпест», был исключен 5,5-метровый R-класс.

## Медалисты

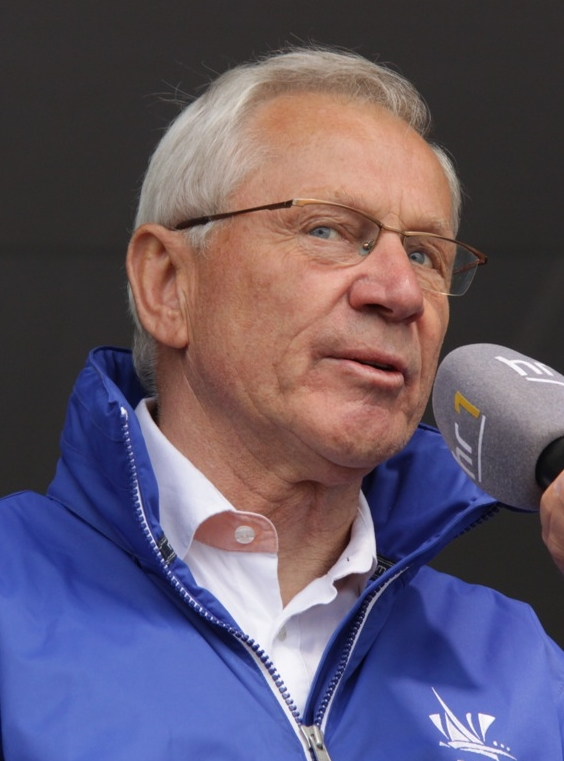
Ульрих Либор из ФРГ (фото 2011 года) — бронзовый призёр в классе «Летучий голландец»

|                                                        | Золото                                                 | Серебро                                                             | Бронза                                            |
| Дракон Килевая яхта 23 яхты в классе                   | Австралия · Джон Канео · Том Андерсон · Джон Шоу       | ГДР · Пауль Боровски · Конрад Вайхерт · Карл-Хайнц Тун              | США · Дональд Коэн · Чарльз Хортер · Джон Маршалл |
| Летучий голландец двухместный швертбот 29 яхт в классе | Великобритания · Родни Пэттиссон · Кристофер Дэвис     | Франция · Ив Пажо · Марк Пажо                                       | ФРГ Ульрих Либор Петер Науман                     |
| Финн одноместный швертбот 35 яхт в классе              | Франция · Серж Мори                                    | Греция · Илиас Хатципавлис                                          | СССР · Виктор Потапов                             |
| Солинг трехместная килевая яхта 26 яхт в классе        | США · Бадди Мелджес · Уильям Брюс Бентсен · Билл Аллен | Швеция · Стиг Виннестрём · Бу Кнапе · Леннарт Рослунд · Стефан Крук | Канада · Дэвид Миллер · Джон Икелс · Пол Котэ     |
| Звёздный двухместная килевая яхта 18 яхт в классе      | Австралия · Дэвид Джон Форбс · Джон Андерсон           | Швеция · Пелле Петтерссон · Стеллан Вестердаль                      | ФРГ Вильгельм Кувайде Карстен Майер               |
| Темпест двухместная килевая яхта 21 яхта в классе      | СССР · Валентин Манкин · Виталий Дырдыра               | Великобритания · Алан Уоррен · Дэвид Хант                           | США · Глен Фостер · Питер Дин                     |

## Страны
| №  | Страна         | Золото | Серебро | Бронза | Медали |
| 1  | Австралия      | 2      | 0       | 0      | 2      |
| 2  | Франция        | 1      | 1       | 0      | 2      |
| 2  | Великобритания | 1      | 1       | 0      | 2      |
| 4  | США            | 1      | 0       | 2      | 3      |
| 5  | СССР           | 1      | 0       | 1      | 2      |
| 6  | Швеция         | 0      | 2       | 0      | 2      |
| 7  | ГДР            | 0      | 1       | 0      | 1      |
| 7  | Греция         | 0      | 1       | 0      | 1      |
| 9  | ФРГ            | 0      | 0       | 2      | 2      |
| 10 | Канада         | 0      | 0       | 1      | 1      |